# Phellostroma hypoxyloides
Phellostroma hypoxyloides är en svampart som beskrevs av Syd. & P. Syd. 1914. Phellostroma hypoxyloides ingår i släktet Phellostroma, divisionen sporsäcksvampar och riket svampar.   Inga underarter finns listade i Catalogue of Life.